# 無錫恒隆広場
無錫恒隆広場（むしゃくこうりゅうひろば、センター66、中国語: 无锡恒隆广场、英語: Center 66）は、中華人民共和国江蘇省無錫市梁渓区に位置する超高層ビルである。

## 概要
2006年12月、無錫市国土資源局と「無錫市国有土地使用権譲渡契約」を締結した。総投資額は35億元であった。建設プロジェクトは、255,000m2の面積をカバーする6階建てのショッピングセンターと2つの50階建てのオフィスビルが含まれている。
2013年9月16日にショッピングセンターが開業し、竣工式が行われ、恒隆地産の董事長・陳啓宗と専務理事・陳南禄が主催者を務めた。なお、オフィスビルは2014年10月に1棟目が、2019年9月に2棟目がそれぞれ開業した。また、ビルには超高層マンションとブティックホテルもある。
この建設プロジェクトは、米国グリーンビルディング評議会により発行された「エネルギーおよび環境デザインパイオニア賞 コアおよびシェルカテゴリ」の金賞の事前認定を受けている。